# Stephen Maguire

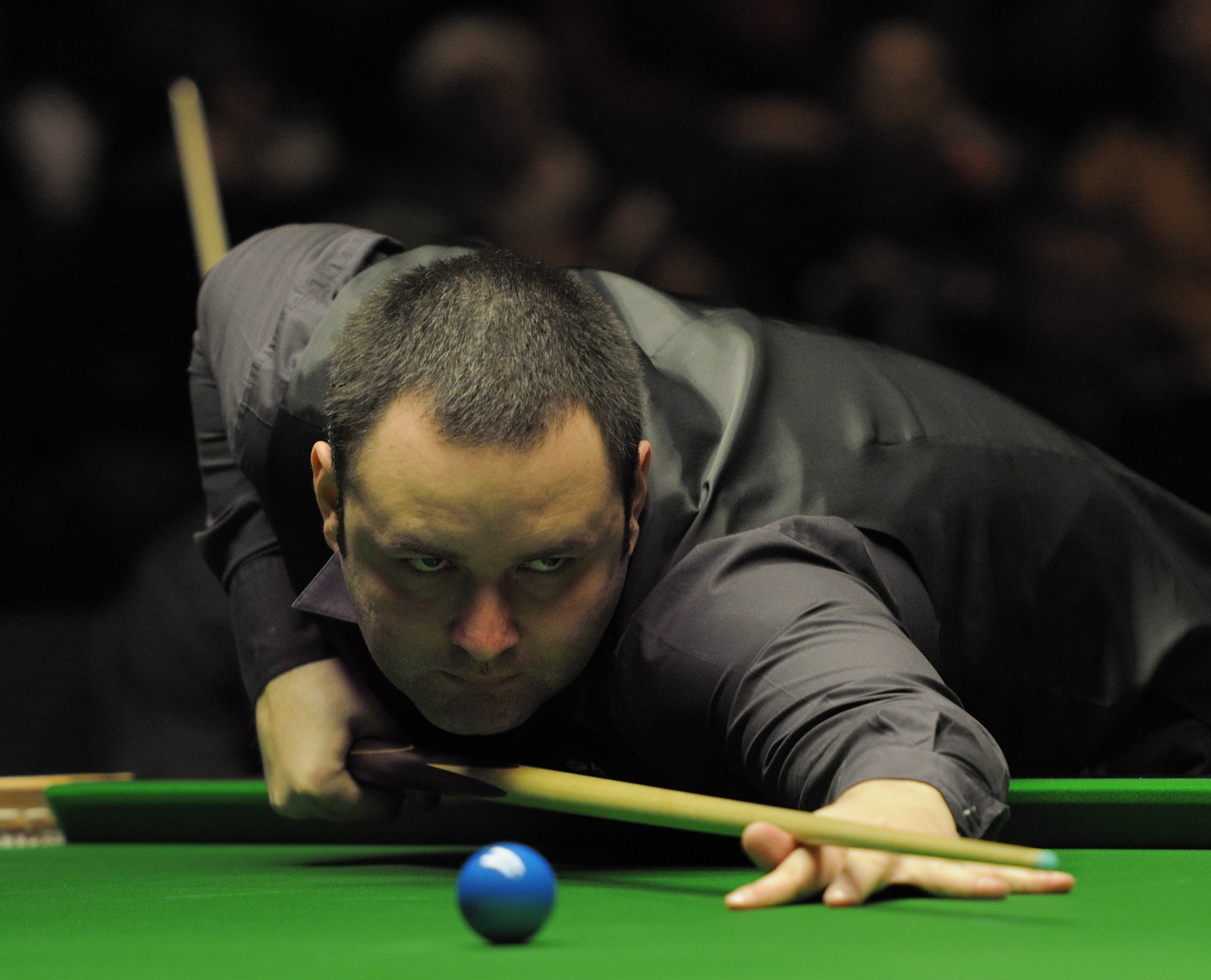
Maguire im Finale des German Masters 2012

Stephen Maguire (* 13. März 1981 in Glasgow) ist ein schottischer Snookerspieler.

## Karriere

### 1998–2004
Sein Profidebüt gab Maguire im Jahr 1998. Zu seinen ersten großen Erfolgen zählen die Siege bei der IBSF World Championship im Jahr 2000 und 2004 beim Ranglistenturnier European Open in Malta. Sein zunächst größter Erfolg war jedoch der Gewinn der UK Championship 2004 in York. Damit rückte er in der Saison 2004/05 auf Platz 3 der Weltrangliste vor.

### 2005–2007
Nach einer enttäuschenden Saison 2005/06 fiel er auf Platz 9 zurück. Ein weiterer Turniersieg gelang ihm dann Ende 2007 bei der Northern Ireland Trophy. Bei der folgenden UK Championship erreichte er erneut das Finale, musste sich aber Ronnie O’Sullivan mit 2:10 geschlagen geben.

### 2007–2012
Am 29. März 2008 gelang ihm im Halbfinale der China Open sein zweites Maximum Break. Anschließend sicherte er sich mit einem 10:9-Sieg über Shaun Murphy auch den Turniersieg. Damit war er hinter O’Sullivan der zweiterfolgreichste Spieler der Saison 2007/08, er stand zu Beginn der folgenden Saison erstmals in seiner Karriere auf Platz 2 der offiziellen Weltrangliste.
Im Frühjahr 2010 ermittelte die britische Polizei gegen ihn wegen des Verdachts auf Wettbetrug. Zu seiner Partie im Dezember 2008 gegen Jamie Burnett (gegen ihn wurde ebenfalls ermittelt) gab es ungewöhnlich viele Wetten auf das dann tatsächlich zustande gekommene Ergebnis (9:3 für Maguire). Maguire und Burnett bestritten die Vorwürfe, im August 2010 wurden die Anschuldigungen schließlich fallengelassen.
Als Nummer 8 der Weltrangliste schaltete er zu Saisonbeginn in der Vorrunde der Wuxi Classic den Chinesen Liang Wenbo mit 5:2 aus, verlor dann aber im Viertelfinale knapp mit 4:5 gegen Ding Junhui. Beim ersten Major-Turnier der Saison, der Australian Goldfields Open, verlor er sein Erstrundenspiel gegen Ken Doherty mit 2:5. Auch beim darauf folgenden Shanghai Masters kam er gegen Anthony Hamilton (4:5) nicht über die Auftaktrunde hinaus.
Beim PTC-Event 2 schied er in der zweiten Runde mit 2:4 gegen John Higgins aus. Im Viertelfinale des dritten Events musste er sich Ende August Stephen Lee mit 1:4 geschlagen geben. Beim PTC-Event Nr. 5 verlor er in der ersten Runde mit 2:4 gegen Altmeister Peter Ebdon. Beim Warsaw Classic kam Maguire ins Achtelfinale und schied dort gegen Neil Robertson knapp mit 3:4 aus. Bei einem PTC-Turnier verlor er dann gegen Ronnie O’Sullivan. Bei der ersten Aktualisierung der Weltrangliste am 3. Oktober rutschte er einen Platz nach hinten.
Seine eher mäßige Form bestätigte er mit einer 2:4-Niederlage gegen den auf Platz 83 stehenden Thailänder Dechawat Poomjaeng bei der Alex Higgins Trophy in Runde 5. Bei der UK Championship bezwang ihn der spätere Turniersieger Judd Trump im Viertelfinale mit 6:3, nachdem Maguire im Achtelfinale noch den amtierenden Weltmeister John Higgins mit 6:4 hatte besiegen können. Anfang 2012 gewann er die FFB Snooker Open 2012. Nach guten Leistungen beim German Masters 2012 in Berlin traf er im Finale auf Ronnie O’Sullivan, gegen den er mit 7:9 den Kürzeren zog.
Dank seiner Leistungssteigerung konnte er nach dem Cut-off-point 3 in der Weltrangliste wieder einen Platz nach oben klettern. Bei den Anfang Februar im chinesischen Haikou stattfindenden World Open unterlag er in der ersten Runde dem Überraschungsspieler des Turniers, Robert Milkins, mit 3:5. Bei den PTC-Grand Finals im irischen Galway schaffte er nach Siegen über Mark Davis und Ricky Walden den Sprung ins Halbfinale, musste dort aber eine 0:4-Niederlage gegen Neil Robertson einstecken. Bei den China Open in Peking erreichte er dann das Finale, in dem er mit 9:10 knapp an Peter Ebdon scheiterte.
Maguire erreichte das Halbfinale der Snookerweltmeisterschaft 2012, in dem er sich Ali Carter mit 12:17 geschlagen geben musste. Zuvor hatte er Stephen Hendry mit 13:2 geschlagen. Hendry erklärte danach seinen Rücktritt vom aktiven Sport.

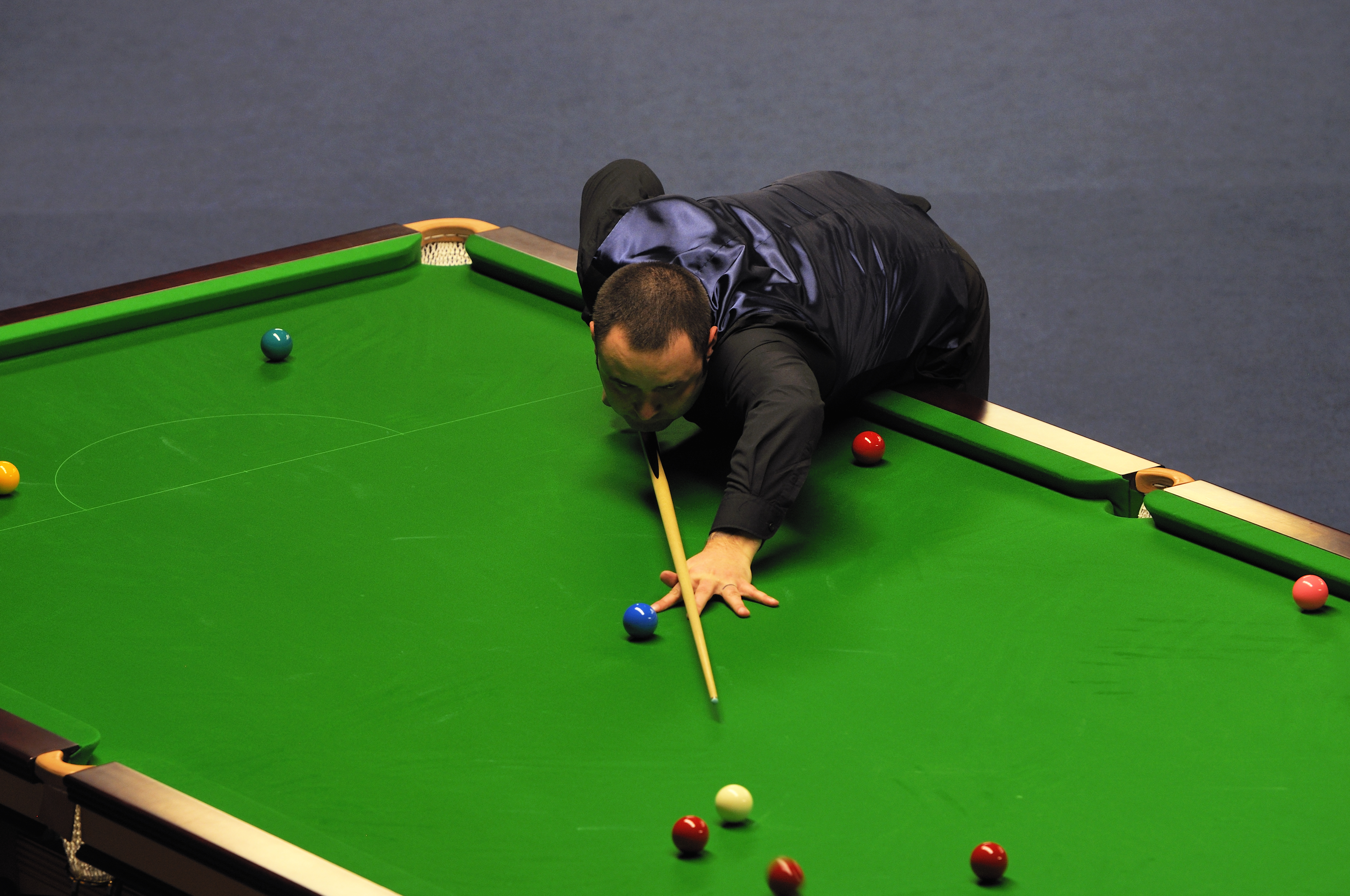
Maguire beim German Masters 2013

### Ab 2012
Im Juli 2012 gewann er das erste Turnier der PTC-Serie im Vereinigten Königreich mit einem 4:3-Finalsieg über Jack Lisowski. Im August 2012 erreichte Maguire das Finale beim Players Tour Championship 2012/13 – Event 2, musste sich jedoch Martin Gould mit 3:4 geschlagen geben.
Im Februar 2013 besiegte er im Finale der Welsh Open Stuart Bingham mit 9:8, er gewann damit erstmals seit März 2008 wieder einen Titel bei einem Weltranglistenturnier.

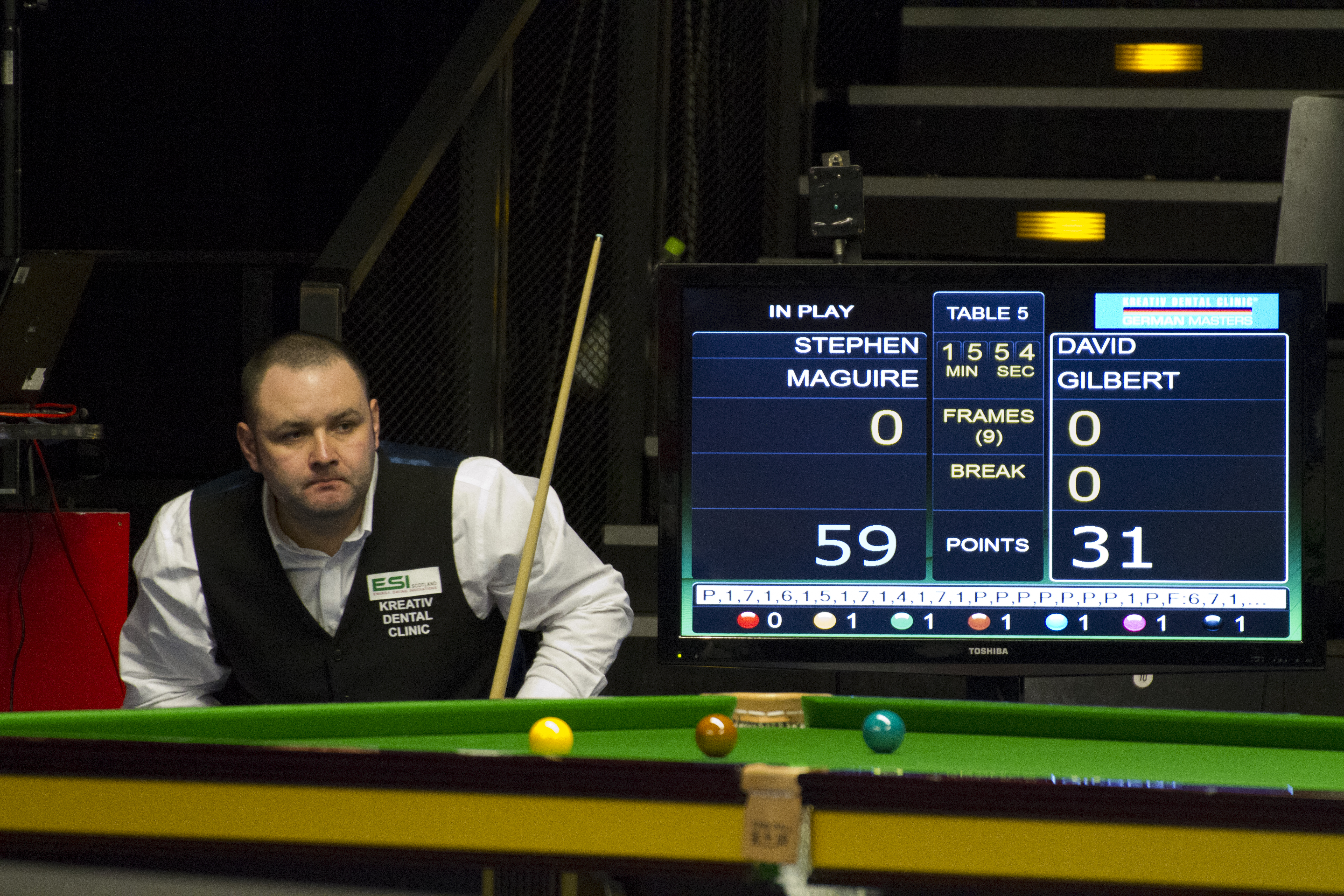
Maguire beim German Masters 2015

Im September 2014 gewann er die 6-Red World Championship mit einem 8:7-Finalsieg über Ricky Walden. Im Dezember gewann er die Lisbon Open, im Finale besiegte er den Engländer Matthew Selt mit 4:2. Beim German Masters 2015 erreichte Maguire das Halbfinale, musste sich jedoch mit 2:6 gegen Mark Selby geschlagen geben.
Beim Shanghai Masters 2016 gelang ihm das dritte Maximum Break seiner Karriere.
Für die Weltmeisterschaft 2017 hat er sich qualifiziert. In der Hauptrunde unterlag er erst im Viertelfinale Barry Hawkins mit 9:13.
Zur Snookerweltmeisterschaft 2018 gelang ihm ebenfalls die Qualifikation, wo er allerdings in der Hauptrunde, nach einer 4:0-Führung, Ronnie O’Sullivan 7:10 unterlag.

## Persönliches
Stephen Maguire hat einen Sohn (Finn, * November 2006) und eine Tochter (Faith). Da er ein ärztliches Attest vorweisen kann (Kehlkopf-/Schilddrüsenerkrankung), ist er vom Tragen von Fliege oder Krawatte, die nach der Kleiderordnung für Snookerspieler in den meisten Turnieren Pflicht sind, befreit.

## Finalteilnahmen

### Weltranglistenturniere
Maguire stand bei Weltranglistenturnieren in zwölf Endspielen, von denen er sechs gewann.
| Ergebnis | Jahr | Turnier                 | Gegner im Finale  | Endstand |
| Sieger   | 2004 | European Open           | Jimmy White       | 9:3      |
| Finalist | 2004 | British Open            | John Higgins      | 6:9      |
| Sieger   | 2004 | UK Championship         | David Gray        | 10:1     |
| Sieger   | 2007 | Northern Ireland Trophy | Fergal O’Brien    | 9:5      |
| Finalist | 2007 | UK Championship         | Ronnie O’Sullivan | 2:10     |
| Sieger   | 2008 | China Open              | Shaun Murphy      | 10:9     |
| Finalist | 2011 | Welsh Open              | John Higgins      | 6:9      |
| Finalist | 2012 | German Masters          | Ronnie O’Sullivan | 7:9      |
| Finalist | 2012 | China Open              | Peter Ebdon       | 9:10     |
| Sieger   | 2013 | Welsh Open              | Stuart Bingham    | 9:8      |
| Finalist | 2017 | Riga Masters            | Ryan Day          | 2:5      |
| Finalist | 2019 | UK Championship         | Ding Junhui       | 6:10     |
| Sieger   | 2020 | Tour Championship       | Mark Allen        | 10:6     |
| Finalist | 2025 | Welsh Open              | Mark Selby        | 6:9      |
| Sieger   | 2025 | Championship League     | Joe O’Connor      | 3:1      |

### Minor-Ranglistenturniere
Bei 6 Finalteilnahmen gelangen Maguire 3 Siege.
| Ergebnis | Jahr | Turnier                             | Gegner im Finale | Endstand |
| Finalist | 2010 | Players Tour Championship – Event 1 | Mark Williams    | 0:4      |
| Finalist | 2010 | MIUS Cup                            | Stephen Lee      | 2:4      |
| Sieger   | 2012 | FFB Snooker Open                    | Joe Perry        | 4:2      |
| Sieger   | 2012 | Players Tour Championship – Event 1 | Jack Lisowski    | 4:3      |
| Finalist | 2012 | Players Tour Championship – Event 2 | Martin Gould     | 3:4      |
| Sieger   | 2014 | Lisbon Open                         | Matthew Selt     | 4:2      |

### Sonstige Turniersiege
- IBSF Amateurweltmeisterschaft – 2000
- Merseyside Professional Championship – 2003[6]
- Pro Challenge Series – Event 1 – 2009
- 6-Red World Championship – 2014, 2019
- World Cup 2019 – Teamwettbewerb, mit John Higgins